# علاء مشذوب
علاء مشذوب عبود (24 يوليو 1968 - 2 فبراير 2019) كاتب وروائي عراقي.

## عن حياته
تخرج في كلية الفنون الجميلة بجامعة بغداد عام 1993، وحصل على ماجستير فنون جميلة عام 2009، وعلى الدكتوراه في تخصص الفنون الجميلة عام 2014. عضو نقابة الفنانين العراقيين، وعضو نقابة الصحفيين العراقيين، وعضو الاتحاد العام للأدباء والكتاب في العراق، وعضو في جمعية السلم والتضامن. مارس الكتابة منذ نعومة أظفاره، عندما كان يراسل جريدة (الراصد) من عام 1987، وبعدها اعتكف نتيجة الحصار، ولكنه لم ينقطع عن الكتابة، ولكن دون نشرها، بعد الاحتلال، عاد من جديد ليزاول نشاطه الثقافي والمدني، وبدأ يكتب في الصحف ومنها: (الصباح)، و(الزمان)، و(المدى)، و(الصباح الجديد)، و(الاتحاد). كما شرع بمهنة التأليف كهم ثقافي يضج مضجعه، وبدأ بالنشر والمشاركة بالمسابقات العراقية والعربية.

## أعماله
- ” ربما أعود أليك” (مجموعة قصصية)، 2010
- “زقاق الأرامل” (مجموعة قصصية)، 2012
- “بحوث ودراسات في السينما والتلفزيون”، 2012
- “خليط متجانس” (مجموعة قصصية)، 2013
- “توظيف السينوغرافيا في الدراما التلفزيونية”، 2013
- “مدن الهلاك – الشاهدان”، 2014
- “فوضى الوطن”، 2014
- “جريمة في الفيس بوك”، 2015
- “آدم سامي – مور”، 2015
- “الحداثة وفن الفلم”، 2015
- “الصورة التلفزيونية (الألفة، الفرجة، التكرار)”، 2015
- “تأويل التاريخ الإسلامي في الخطاب الدرامي التلفزيوني”، 2016
- “مقاربات نقدية في الصورة السينماتوغرافية”، 2016
- “الصورة التلفزيونية من الهيولي إلى الصوفية”، 2016
- “حمّام اليهودي”، 2017
- موجز تاريخ كربلاء الثقافي2018
- انتهازيون ولكن
- عواصم إيران
- شيخوخة بغداد
- شارع أسود "2019
- رصيف الثقافة "2019

## اغتياله
اغتيل علاء مشذوب على يد مسلحين في محافظة كربلاء، يوم السبت 2 فبراير 2019، وذلك قُرب منزله في شارع ميثم التمار في كربلاء حيثُ أُطلقت عليه 13 رصاصة اخترقت جسده وأدت إلى وفاته على الفور.